# T28 (middelzware tank)

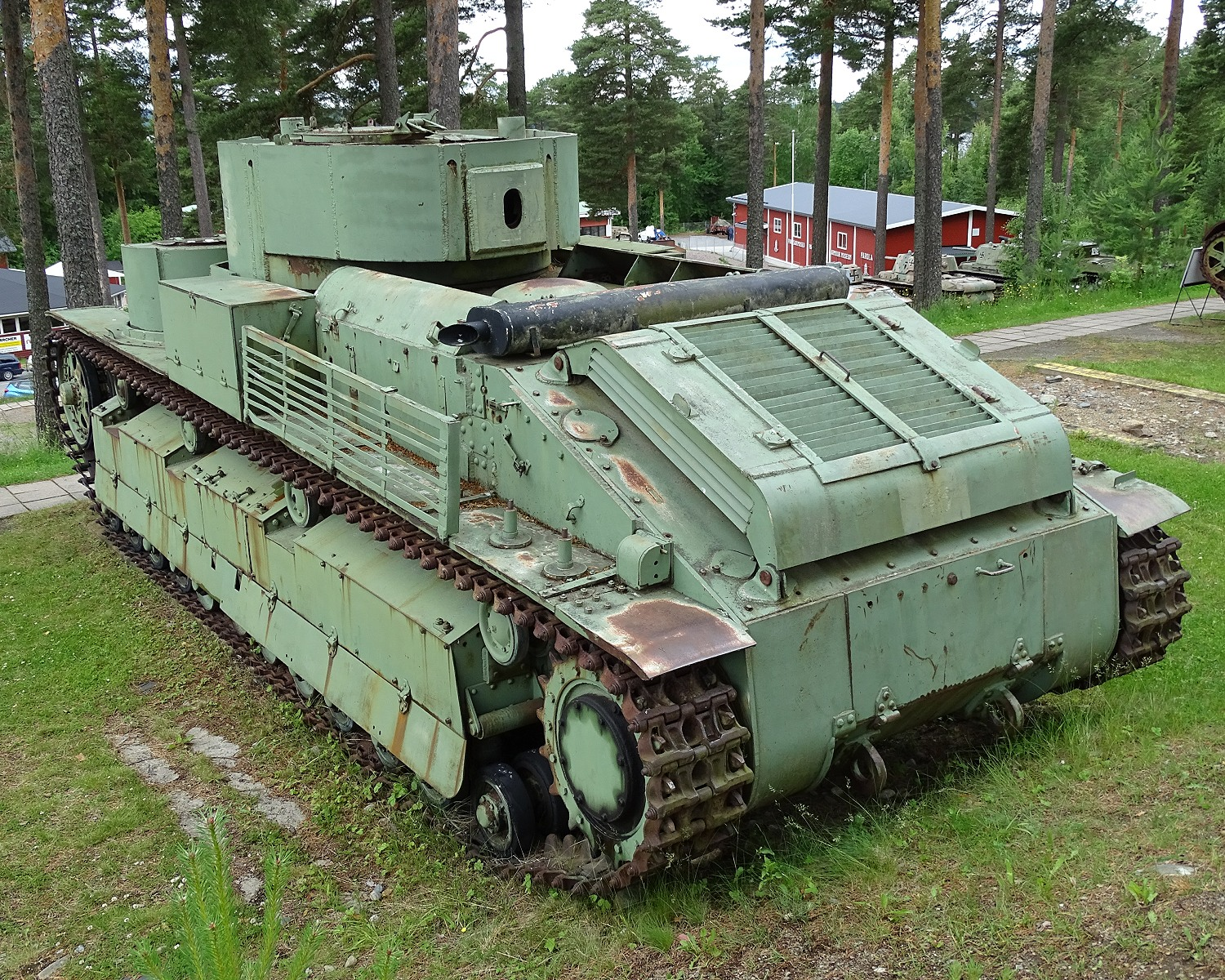
Achteraanzicht

De T-28 was een Russische middelzware tank met drie geschutskoepels, ontworpen in Rusland en gebruikt in de Winteroorlog en Tweede Wereldoorlog.

## Beschrijving
De T-28 was gebaseerd op een revolutionair Brits ontwerp (Vickers A1E1). Het prototype werd gebouwd in 1931 en de tank werd in 1933 officieel goedgekeurd. In de periode van 1933 tot 1941 bouwde de Kirov-fabriek ongeveer 500 stuks.
De tank had één grote geschutskoepel, bewapend met een 76,2mm antitankkanon, en twee kleinere geschutskoepels beide voorzien van een 7,62mm machinegeweer. Ook was er een machinegeweer op het dak gemonteerd tegen vliegtuig-aanvallen en bij sommige varianten was er ook een geweer in de achterkant van de hoofd geschutskoepel gemonteerd. Het was uitgerust met een 12 cilinder watergekoelde benzinemotor met een vermogen van 500 pk. De versnellingsbak telde vijf versnellingen voor- en een achteruit. De tank was 7,5 m lang, 2,8 m breed en ook ongeveer zo hoog. De tank had van de zijkant een erg groot silhouet, en was dus makkelijk te raken. De T-28 was, toen hij pas werd geproduceerd, zeer modern. Dat kwam doordat hij standaard met een luchtafweergeschut en een radio (in alle tanks) was uitgerust.
De tank werd ingezet tijdens de inval in Polen in augustus 1939. De zwakke bepantsering kwam tijdens de inzet in de Winteroorlog tegen Finland aan het licht. Aan de voorkant werd het pantser 30 millimeter dikker tot 80 mm en aan de zij- en achterkant liep het op tot 40 mm. Het kreeg ook een verbeterde versie van het 76,2mm-kanon. Net voor de Tweede Wereldoorlog waren deze aanpassingen gereed waardoor hij qua vuurkracht en bepantsering vergelijkbaar is met de Panzer IV. Helaas was de ophanging en uiterlijk niet meer modern tegen de tijd van de oorlog en vormde het vergeleken met de tanks, die ontworpen waren vlak voor of tijdens de oorlog, een slechte basis voor verbeteringen.

## Varianten
T-28 Model 1934 of T-28A: De hoofdproductie variant met dezelfde kleine geschutskoepels en een vergelijkend model hoofdgeschutkoepels als de T-35. Bewapend met een Model 27/32 76,2mm kanon (16,5 kalibers).
T-28 Model 1938 of T-28B: Verbeterde variant met een L-10 76,2mm kanon (26 kalibers), verbeterde kanon-stabilisator en een Model M-17L motor.
T-28E of T-28C: extra appliqué armour als gevolg van een slechte prestatie in Finland. Total frontaal pantser was verdikt tot 80 mm, gewicht tot 32 ton, en de snelheid op de weg gedaald naar 23 km/h.
T-28 Model 1940: De laatste lichting van ongeveer 12 tanks met dezelfde geschutskoepel als de latere T-35 tanks.
T-28M: de T-28M had een maximum van 80 mm pantser en een minimum van 20. Bewapend met een 76,2mm kanon woog het 32 ton (het origineel woog slechts 28 ton). De tank haalde een snelheid van ongeveer 26 km/h. Tijdens het gebruik in de Winteroorlog bleek hij echter geen succes.
IT-28: dit was een versie als bruggenlegger. De grote geschutskoepel werd verwijderd om plaats te maken voor een brugdeel. De brug werd over de voorzijde van de tank mechanisch naar de gewenste positie geduwd. Deze operatie kon vanuit het interieur van de tank worden uitgevoerd.